# Ministeriales

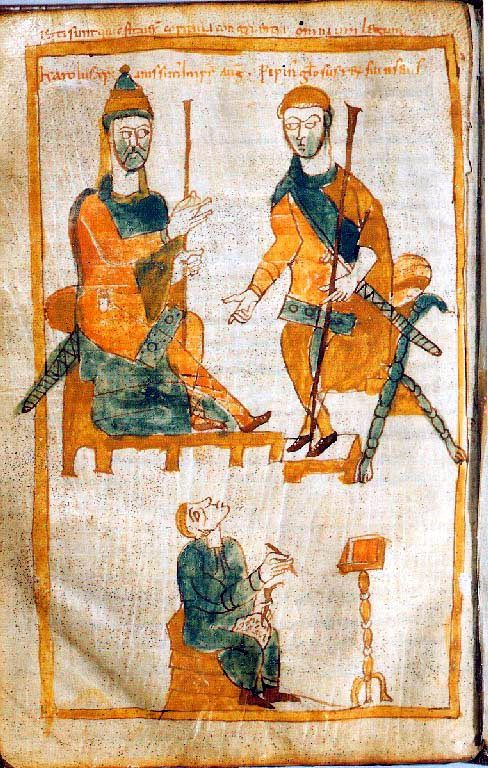
Carlomagno, Pipino y un ministerial. Copia del original del Siglo X

Los ministeriales eran personas ascendidas desde la servidumbre a posiciones de poder y responsabilidad. 
En el Sacro Imperio Romano Germánico, en la Alta Edad Media (en concreto entre los siglos XI y XIII), la palabra y sus traducciones al alemán (Ministerialen y Dienstmann) describían a aquellos nobles "no libres" que componían una gran mayoría de lo que podría describirse como similar a un título de caballero alemán. 
Lo que comenzó como un acuerdo irregular, en el que a estos siervos se les encargaban una amplia variedad de ocupaciones y padecían múltiples restricciones, acabó subiendo de estatus y se convirtió en una situación de poder e influencia.
Desempeñaban una amplia variedad de puestos de trabajo, como la administración de bienes y tierras, la guardia de castillos o cargos militares. 
De este modo, las funciones típicas de las personas de noble rango acababan estando cubiertas, paradójicamente, por personas de la servidumbre. 
Los ministeriales no eran legalmente personas libres, por lo que sus señores feudales decidían sobre cuestiones como quiénes podían o no casarse. En todo caso, eran considerados socialmente (no legalmente) como miembros de la nobleza. 
Tanto hombres como mujeres podían tener el estatus ministerial, y las leyes ministeriales no hacían distinción entre sexos en el modo en que debían ser tratados. 
- Datos: Q700101